# Muranjilepis
Muranjilepis — вимерлий рід тетраподоморфів з раннього девону Австралії.